# سرگی آراکلوف
سرگی آراکلوف (روسی: Сергей Аликович Аракелов؛ زادهٔ ۱۸ ژوئیه ۱۹۵۷) وزنه‌بردار اهل روسیه بود.
وی در مسابقات کشوری و بین‌المللی در مجموع برندهٔ ۴ مدال طلا، ۱ مدال نقره شده‌است.